# Simon Andreassen
Simon Lien Andreassen (Odense, 30 de septiembre de 1997) es un deportista danés que compite en ciclismo de montaña en la disciplina de campo a través.
Ganó cuatro medallas en el Campeonato Mundial de Ciclismo de Montaña, entre los años 2015 y 2020, y seis medallas en el Campeonato Europeo de Ciclismo de Montaña entre los años 2017 y 2025.
Además, obtuvo dos medallas en el Campeonato Mundial de Ciclismo de Montaña en Maratón, en los años 2022 y 2024.

## Medallero internacional
| Campeonato Mundial | Campeonato Mundial         | Campeonato Mundial | Campeonato Mundial         |
| Año                | Lugar                      | Medalla            | Competición                |
| ------------------ | -------------------------- | ------------------ | -------------------------- |
| 2015               | Vallnord (Andorra)         | Medalla de plata   | Campo a través por relevos |
| 2017               | Cairns (Australia)         | Medalla de plata   | Campo a través por relevos |
| 2018               | Lenzerheide (Suiza)        | Medalla de bronce  | Campo a través por relevos |
| 2020               | Leogang (Austria)          | Medalla de bronce  | Campo a través (b. e.)     |
| Campeonato Europeo |                            |                    |                            |
| Año                | Lugar                      | Medalla            | Competición                |
| 2017               | Darfo Boario (Italia)      | Medalla de plata   | Campo a través por relevos |
| 2018               | Graz (Austria)             | Medalla de bronce  | Campo a través por relevos |
| 2019               | Brno (República Checa)     | Medalla de bronce  | Campo a través por relevos |
| 2024               | Cheile Grădiștei (Rumania) | Medalla de oro     | Campo a través corto       |
| 2024               | Cheile Grădiștei (Rumania) | Medalla de plata   | Campo a través             |
| 2025               | Melgaço (Portugal)         | Medalla de bronce  | Campo a través             |

| Campeonato Mundial | Campeonato Mundial        | Campeonato Mundial | Campeonato Mundial |
| Año                | Lugar                     | Medalla            | Competición        |
| ------------------ | ------------------------- | ------------------ | ------------------ |
| 2022               | Haderslev (Dinamarca)     | Medalla de bronce  | Campo a través     |
| 2024               | Snowshoe (Estados Unidos) | Medalla de oro     | Campo a través     |